# フォーエバーヤング (競走馬)
フォーエバーヤング（欧字名:Forever Young、2021年2月24日 - ）は、日本の競走馬。
主な勝ち鞍は2023年の全日本2歳優駿、2024年のジャパンダートクラシック、東京大賞典、2025年のサウジカップ。
馬名の意味は、曲名より。

## 経歴

### デビュー前
2021年2月24日、北海道安平町のノーザンファームで誕生。2022年のセレクトセール1歳市場にて9800万円（税抜）でサイバーエージェント社長藤田晋により落札された。
その後、栗東・矢作芳人厩舎に預託されることが決定し、ノーザンファーム早来の桑田厩舎にて育成されることとなった。

### 2歳（2023年）
10月14日京都ダート1800mの2歳新馬戦に2番人気で出走。道中4・5番手追走から直線で抜け出すと最後はシーリュウシーに4馬身差をつけ圧勝した。その翌日、JBC2歳優駿の出走予定馬として登録され、中2週での出走が決定した。
11月3日に行われたJBC2歳優駿（JpnIII）では後方2番手追走から3コーナー付近で徐々に進出し、最後の直線では先に抜け出したサンライズジパングを交わして先頭に立ち、後続に1馬身半差をつけ、デビューから僅か20日で重賞初制覇を果たした。リアルスティール産駒の地方・ダート重賞制覇はローカル重賞も含めても本馬が初めてとなる。
続く12月13日に行われた第74回全日本2歳優駿（JpnI）でも単勝1番人気で出走すると、後方からの前走と変わり好位から進め、最後の直線は後続を7馬身突き放し優勝した。JBC2歳優駿に続く重賞連勝で、2歳ダート王の座に就いた。リアルスティール産駒のG1級競走制覇は本馬が初めてとなり、同馬を所有する藤田晋も中央・地方合わせて初のG1級競走制覇となった。

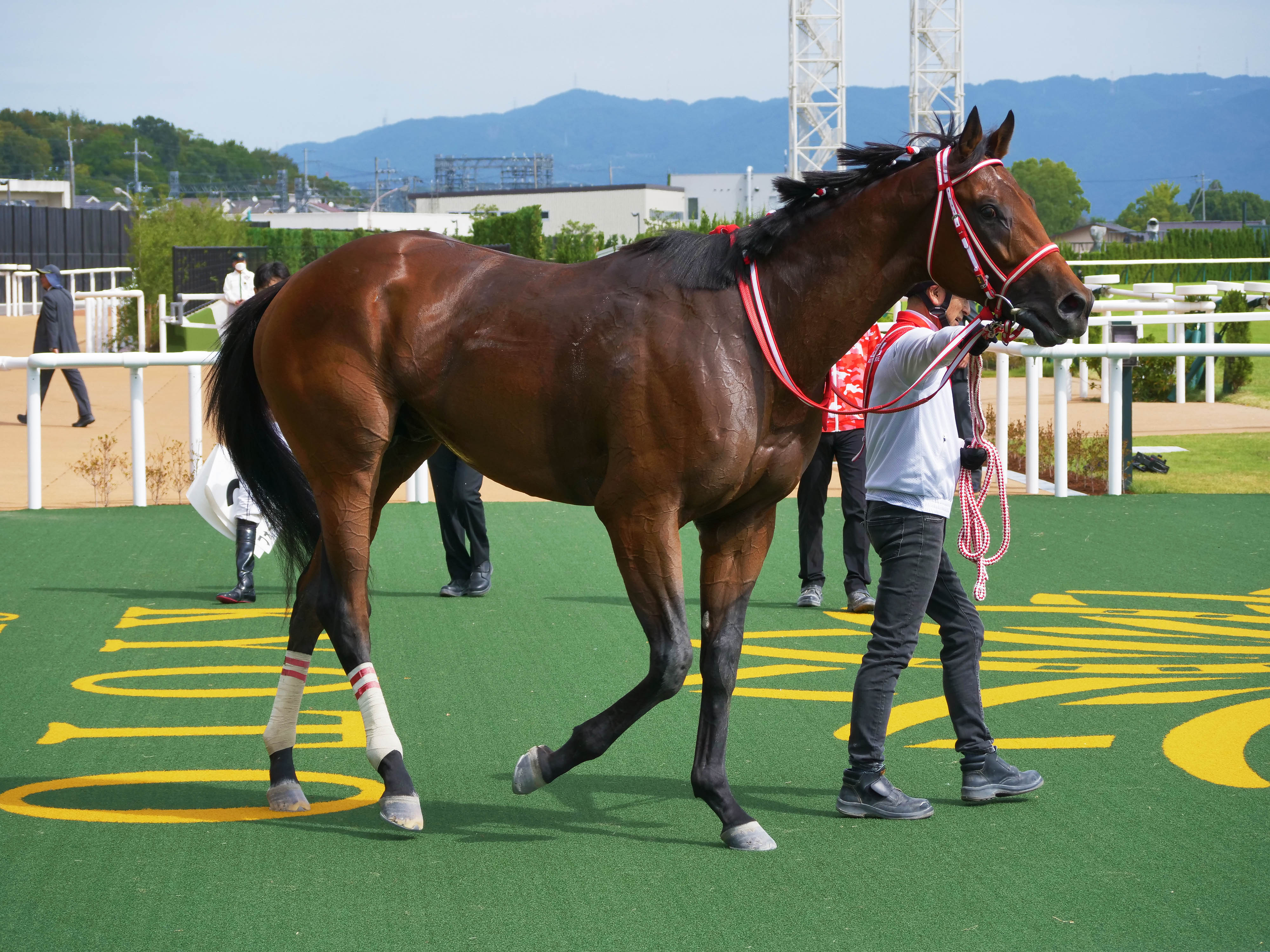
新馬戦口取り式

### 3歳（2024年）

#### サウジダービー
2月24日、3歳初戦はキングアブドゥルアジーズ競馬場で行われたサウジアラビア国際競走のサウジダービー（G3）に出走したがゲートで出遅れ、中団馬群の外から押し上げるように追走した。レース後半から好位につけて最終コーナーを迎えるも、直線入口から突き放されて一時は3馬身ほど差を広げられるが、最後に末脚を伸ばし粘ったBook'em Dannoをゴール寸前僅か（現地公式ではアタマ差）に捕らえて優勝した。勝ちタイムは従来のレコードを1.8秒近くも更新する1:36.17であった。また、調教師の矢作にとってはサウジ国際競走は4勝目、騎手の坂井は2023年の1351ターフスプリントに次ぐ2勝目、馬主の藤田晋にとっては海外重賞初制覇となった。

#### UAEダービー
3月30日、ドバイミーティングに行われるUAEダービー（G2）に出走。大外の11番枠から五分のゲートを決めたフォーエバーヤングは、先行態勢に入るも内で並ぶGuns And Gloryが譲らず、最初のコーナーで1列後ろに置かれる格好となった。しかし、先行勢を前に見ながら4、5番手を手応え良く追走すると、直線では逃げ込みを図るAuto Bahnを追撃し、残り200m付近から抜け出してゴールで２馬身離して優勝した。この勝利によってロード・トゥ・ザ・ケンタッキーダービーの100ポイントを獲得し、ケンタッキーダービー（G1）の出走権を獲得した。
5月4日（日本時間5月5日）アメリカクラシック第1冠のケンタッキーダービーに出走。スタートは出遅れて中段のやや後方を追走。3コーナー手前から外めにつけて動き始め、前方から6番手のあたりから3コーナーから4コーナーを周り、最後の直線に入ると先頭で逃げ粘るミスティックダンをフォーエバーヤングの隣で並走する形で追走していたシエラレオネと共に追撃するも、クビ差（現地では「ハナ＋ハナ」と標記）の3着に敗れた。

#### ジャパンダートクラシック
帰国後は着地検疫検査ののちノーザンファーム早来での休養・調整を経て、10月2日に大井競馬場で行われたダート三冠最終戦となるジャパンダートクラシック（JpnI）に出走。下馬評では東京ダービー馬ラムジェットやレパードS勝ち馬ミッキーファイト、不来方賞勝ち馬サンライズジパング等有力馬を抑えて1番人気に支持される。ゲートを出た直後躓く事象はあったものの、出遅れることなく好スタートを切ると道中は馬群中段のやや前方を追走。3コーナーを過ぎたあたりで徐々に順位を上げ、直線入口で先頭に並びかけそのまま後続を突き放す正攻法の競馬で人気に応えて勝利。JpnI2勝目をあげた。
次走となった11月3日に行われたブリーダーズカップ・クラシック（G1）では同レースでは鬼門とも言える最内枠となる1番枠を引き、レースも後方追走を余儀なくされ直線追い込むもケンタッキーダービーで競り合ったシエラレオネに逃げ切りを許して3着となった。矢作調教師はレース後「枠に泣かされました。作戦が限られました」と振り返った。

#### 東京大賞典
3歳シーズンの最後に大井競馬場で行われる東京大賞典（GI）に出走。レースでは好スタートを切って2番手をキープ、直線半ばで先頭に立つと後続のラムジェットとウィルソンテソーロの追い上げを振り切りG1初制覇、日本国内で5戦全勝を飾った。
2024年度のJRAの年度表彰では、特別賞を受賞した。なお、最優秀3歳牡馬部門では、記者投票で103票を獲得したが、41票差の144票でダノンデサイルが受賞している。なお、年度代表馬、最優秀ダートホースでも2位となっている。また、地方競馬全国協会の「NARグランプリ2024」では、地方競馬唯一のGI競走である東京大賞典を、好メンバーが揃った中で古馬相手に勝ち切った点が評価され、全会一致で「ダートグレード競走特別賞」を受賞した。

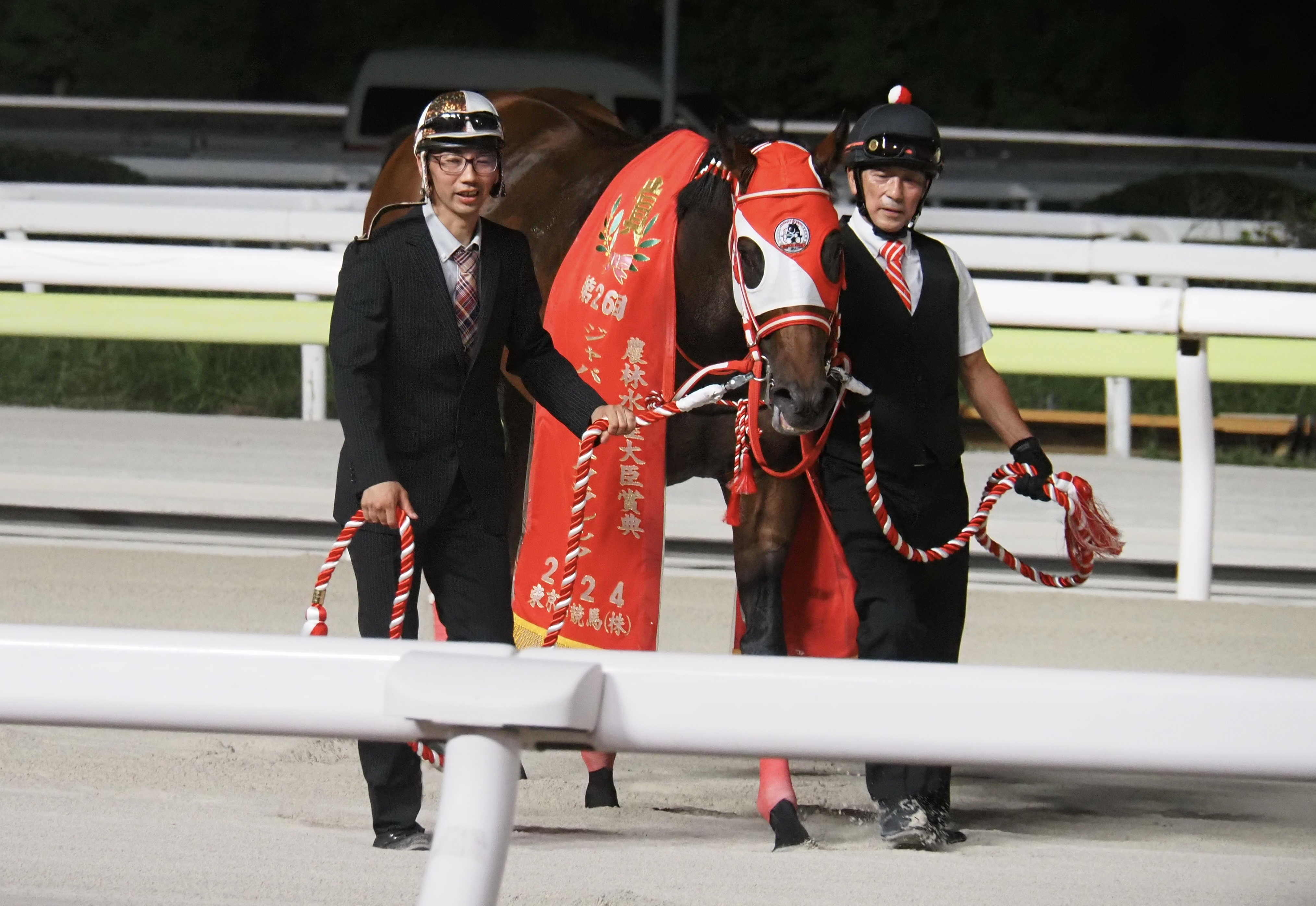
ジャパンダートクラシック（優勝レイ着用時）
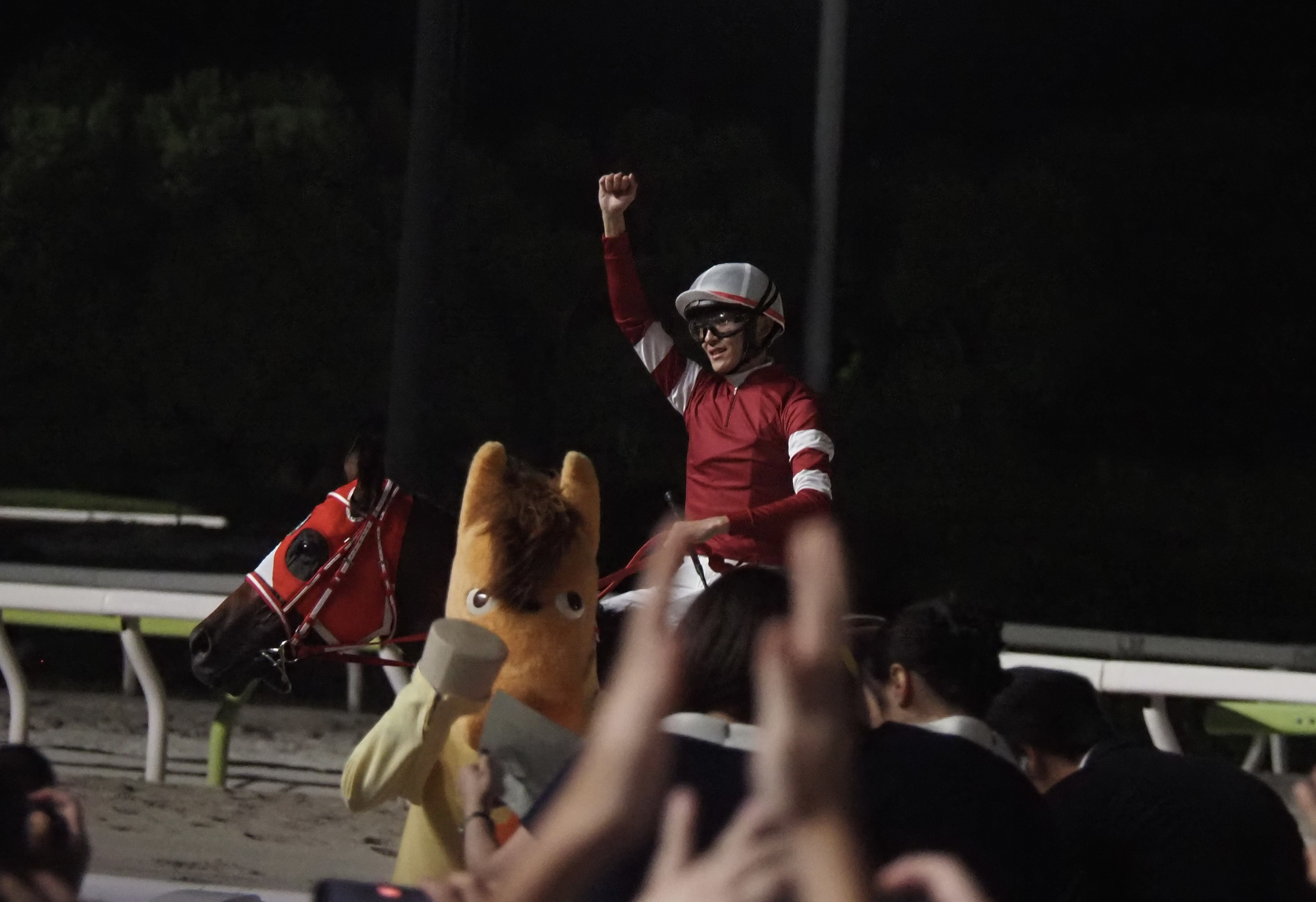
ジャパンダートクラシック、馬上で手を挙げる坂井
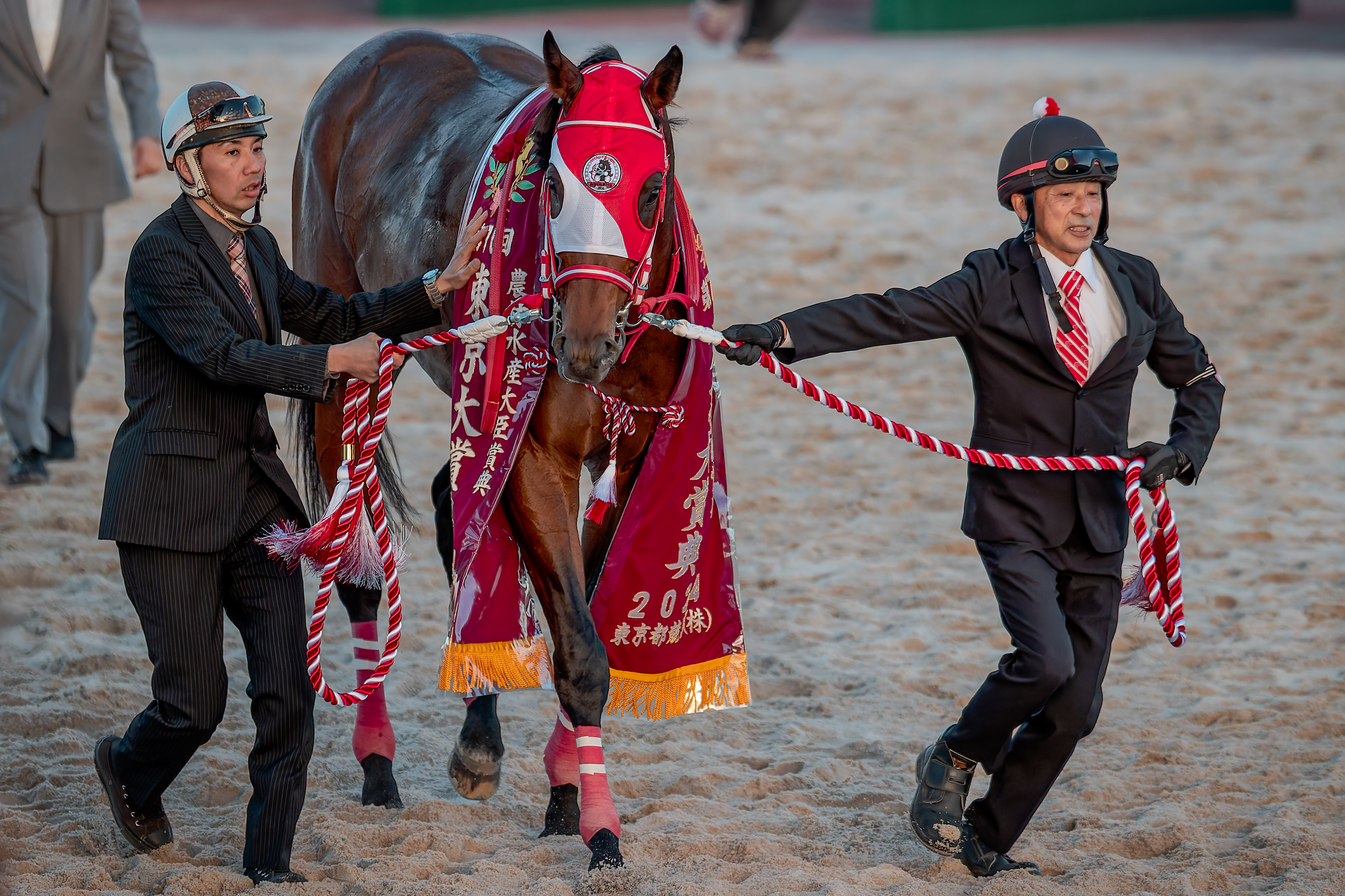
東京大賞典（優勝レイ着用時）

### 4歳（2025年）

#### サウジカップ
4歳春は前年同様に海外遠征に臨み、2月22日のサウジアラビア・キングアブドゥルアジーズ競馬場で行われるサウジカップ（G1）から4月5日にドバイ・メイダン競馬場で行われるドバイワールドカップ（G1）へ向かうローテーションを組んだ。1月15日にサウジカップへの招待を、さらに2月7日にドバイワールドカップへの招待をそれぞれ受諾した。2月22日のサウジカップは新馬戦から手綱を取る坂井瑠星の鞍上で臨み、レースでは先行勢の中の2、3番手を追走。最後の直線ではダート初挑戦となったロマンチックウォリアーが一旦先頭に立ったが、末脚を見せて追い込んでマッチレースとなり、ゴール前でこれを首差差し切って勝利。GI級競走4勝目、海外G1競走初制覇を果たした。これにより優勝賞金1000万ドル（約15億7024万円）を加算し、賞金ランク歴代3位に到達した。また管理する矢作はレース史上初となる2勝目を挙げ、海外ではG1･9勝を含む重賞16勝目とし、ともに自身の持つJRA最多記録を更新。坂井と馬主の藤田晋にとっては海外G1初制覇となった。
次走は予定通りドバイワールドカップへ転戦し、同日に行われたネオムターフカップを制してドバイシーマクラシックへ転戦するシンエンペラーとともに、サウジアラビアから直接ドバイへ移動することとなった。
なお、管理する矢作調教師によれば、2026年の5歳シーズンも現役続行する方針を示したうえで、2025年の秋の目標について「当然、BCクラシックを秋の目標にしています」とした。

#### ドバイワールドカップ
4月5日、単勝オッズ1.1倍の圧倒的1番人気で出走。好スタートから好位を追走し直線で追い上げるも手応えが悪く、逃げ粘るミクストと後方から追い込み1/2馬身差をつけ勝利したヒットショーの2頭に次ぐ3着に敗れた。レースの直後に、矢作調教師は「ちょっとアウエーの洗礼を受けたので…。言い訳になるからあまり言いたくないけど、ひどい仕打ちを受けたので、ちょっと馬がイレ込んでいましたね」と話していたが、4月24日に矢作厩舎の公式Xで、発走前の尿検体採取の際にトラブルがあったことが明らかにされた。これについて、UAEの競馬統括機関にあたるエミレーツレーシングオーソリティは、今後の改善策として、レース前の検体採取の最大待機時間を確定することに加え、海外遠征馬の関係者に対して書面や口頭という形で手順を説明することを示した。これについて、矢作調教師は「フォーエバーヤングとスタッフが受けた行為に対する悔しさは晴れませんが、ERAが来年以降の再発防止に向けて建設的な回答をしてくれた事に敬意を表します。今後とも、フォーエバーヤングへのご声援を宜しくお願いいたします」と公式Xに投稿している。
そして、4月9日、管理する矢作調教師は、当初の予定通り、この秋の大目標を11月1日に開催されるデルマー競馬場でのアメリカのG1のブリーダーズカップ・クラシックに据えたうえで、ステップレースは10月1日に船橋競馬場で開催される日本テレビ盃が有力だと明らかにした。

## エピソード
ケンタッキーダービー遠征の際に、現地のメディアからインタビューを受ける担当する渋田調教助手がフォーエバーヤングのことを「ヤン子（やんこ）」という呼び名を明らかにした。

## 競走成績
以下の内容は、JBISサーチ、netkeiba.com、Equibase、Racing Postおよびエミレーツ競馬協会の情報に基づく。
| 競走日     | 競馬場             | 競走名               | 格     | 距離（馬場）  | 頭 数 | 枠 番 | 馬 番 | オッズ （人気） | 着順 | タイム （上がり3F） | 着差  | 騎手      | 斤量 [kg] | 1着馬（2着馬）         | 馬体重 [kg] |
| ---------- | ------------------ | -------------------- | ------ | ------------- | ----- | ----- | ----- | --------------- | ---- | ------------------- | ----- | --------- | --------- | ---------------------- | ----------- |
| 2023.10.14 | 京都               | 2歳新馬              |        | ダ1800m（良） | 14    | 2     | 2     | 004.20（2人）   | 01着 | R1:54.8（37.7）     | -0.7  | 0坂井瑠星 | 56        | （シーリュウシー）     | 526         |
| 0000.11.03 | 門別               | JBC2歳優駿           | JpnIII | ダ1800m（稍） | 12    | 3     | 3     | 002.20（1人）   | 01着 | R1:54.3（38.2）     | -0.3  | 0坂井瑠星 | 55        | （サンライズジパング） | 524         |
| 0000.12.13 | 川崎               | 全日本2歳優駿        | JpnI   | ダ1600m（稍） | 12    | 8     | 12    | 002.10（1人）   | 01着 | R1:43.5（40.1）     | -1.5  | 0坂井瑠星 | 56        | （イーグルノワール）   | 525         |
| 2024.02.24 | KAA                | サウジダービー       | G3     | ダ1600m（Fs） | 12    | 9     | 6     |                 | 01着 | RR1:36.17           | -0.02 | 0坂井瑠星 | 55        | （Book'em Danno）      | 計不        |
| 0000.03.30 | メイダン           | UAEダービー          | G2     | ダ1900m（Fs） | 13    | 11    | 5     |                 | 01着 | R1:57.89            | -0.36 | 0坂井瑠星 | 55        | （Auto Bahn）          | 計不        |
| 0000.05.04 | チャーチルダウンズ | ケンタッキーダービー | G1     | ダ10F（Fs）   | 20    | 10    | 11    | 08.030（3人）   | 03着 | R                   |       | 0坂井瑠星 | 57        | Mystik Dan             | 計不        |
| 0000.10.02 | 大井               | ジャパンDクラシック  | JpnI   | ダ2000m（良） | 15    | 1     | 1     | 001.70（1人）   | 01着 | R2:04.1（38.1）     | -0.2  | 0坂井瑠星 | 57        | （ミッキーファイト）   | 533         |
| 0000.11.02 | デルマー           | BCクラシック         | G1     | ダ10F（Fs）   | 14    | 1     | 1     | 005.10（3人）   | 03着 |                     |       | 0坂井瑠星 | 55.5      | Sierra Leone           | 計不        |
| 0000.12.29 | 大井               | 東京大賞典           | GI     | ダ2000m（良） | 10    | 4     | 4     | 001.30（1人）   | 01着 | R2:04.9（36.5）     | -0.3  | 0坂井瑠星 | 56        | （ウィルソンテソーロ） | 543         |
| 2025.02.22 | KAA                | サウジカップ         | G1     | ダ1800m（Fs） | 14    | 14    | 5     | 001.90（1人）   | 01着 | RR1:49.09           | -0.05 | 0坂井瑠星 | 57        | （Romantic Warrior）   | 計不        |
| 0000.04.05 | メイダン           | ドバイWC             | G1     | ダ2000m（Fs） | 11    | 5     | 1     | 001.10（1人）   | 03着 | R2:03.85            | -0.35 | 0坂井瑠星 | 57        | Hit Show               | 計不        |

- 海外の競走の「枠番」欄にはゲート番を記載
- 競走成績は2025年4月5日現在
- タイム欄のRはレコード勝ちを示す。
- 海外レースの馬場状態は主催者の基準で記載、JRAの翻訳基準は馬場状態#ダートコース参照。

## 血統表
| フォーエバーヤングの血統                               | フォーエバーヤングの血統                                                                       | フォーエバーヤングの血統                                                                       | （血統表の出典）                                                                               | （血統表の出典） |
| 父系                                                   | サンデーサイレンス系                                                                           | サンデーサイレンス系                                                                           | サンデーサイレンス系                                                                           | [ § 2 ]          |
| 父 リアルスティール 2012 鹿毛                          | 父の父ディープインパクト 2002 鹿毛                                                             | *サンデーサイレンス                                                                            | Halo                                                                                           | Halo             |
| 父 リアルスティール 2012 鹿毛                          | 父の父ディープインパクト 2002 鹿毛                                                             | *サンデーサイレンス                                                                            | Wishing Well                                                                                   |                  |
| 父 リアルスティール 2012 鹿毛                          | 父の父ディープインパクト 2002 鹿毛                                                             | *ウインドインハーヘア                                                                          | Alzao                                                                                          | Alzao            |
| 父 リアルスティール 2012 鹿毛                          | 父の父ディープインパクト 2002 鹿毛                                                             | *ウインドインハーヘア                                                                          | Burghclere                                                                                     |                  |
| 父 リアルスティール 2012 鹿毛                          | 父の母*ラヴズオンリーミー Loves Only Me 2006 鹿毛                                              | Storm Cat                                                                                      | Storm Bird                                                                                     | Storm Bird       |
| 父 リアルスティール 2012 鹿毛                          | 父の母*ラヴズオンリーミー Loves Only Me 2006 鹿毛                                              | Storm Cat                                                                                      | Terlingua                                                                                      |                  |
| 父 リアルスティール 2012 鹿毛                          | 父の母*ラヴズオンリーミー Loves Only Me 2006 鹿毛                                              | Monevassia                                                                                     | Mr.Prospector                                                                                  | Mr.Prospector    |
| 父 リアルスティール 2012 鹿毛                          | 父の母*ラヴズオンリーミー Loves Only Me 2006 鹿毛                                              | Monevassia                                                                                     | Miesque                                                                                        |                  |
| 母 *フォエヴァーダーリング Forever Darling 2013 栃栗毛 | 母の父Congrats 2000 鹿毛                                                                       | A.P. Indy                                                                                      | Seattle Slew                                                                                   | Seattle Slew     |
| 母 *フォエヴァーダーリング Forever Darling 2013 栃栗毛 | 母の父Congrats 2000 鹿毛                                                                       | A.P. Indy                                                                                      | Weekend Surprise                                                                               |                  |
| 母 *フォエヴァーダーリング Forever Darling 2013 栃栗毛 | 母の父Congrats 2000 鹿毛                                                                       | Praise                                                                                         | Mr.Prospector                                                                                  | Mr.Prospector    |
| 母 *フォエヴァーダーリング Forever Darling 2013 栃栗毛 | 母の父Congrats 2000 鹿毛                                                                       | Praise                                                                                         | Wild Applause                                                                                  |                  |
| 母 *フォエヴァーダーリング Forever Darling 2013 栃栗毛 | 母の母Darling My Darling 1997 鹿毛                                                             | Deputy Minister                                                                                | Vice Regent                                                                                    | Vice Regent      |
| 母 *フォエヴァーダーリング Forever Darling 2013 栃栗毛 | 母の母Darling My Darling 1997 鹿毛                                                             | Deputy Minister                                                                                | Mint Copy                                                                                      |                  |
| 母 *フォエヴァーダーリング Forever Darling 2013 栃栗毛 | 母の母Darling My Darling 1997 鹿毛                                                             | *ローミンレイチェル                                                                            | *マイニング                                                                                    | *マイニング      |
| 母 *フォエヴァーダーリング Forever Darling 2013 栃栗毛 | 母の母Darling My Darling 1997 鹿毛                                                             | *ローミンレイチェル                                                                            | One Smart Lady                                                                                 |                  |
| 母系(F-No.)                                            | (FN:2-b)                                                                                       | (FN:2-b)                                                                                       | (FN:2-b)                                                                                       | [ § 3 ]          |
| 5代内の近親交配                                        | Mr. Prospector 4 × 4・ 5 = 15.63％ Northern Dancer 5 × 5・5 = 9.38％ Secretariat 5× 5 = 6.25％ | Mr. Prospector 4 × 4・ 5 = 15.63％ Northern Dancer 5 × 5・5 = 9.38％ Secretariat 5× 5 = 6.25％ | Mr. Prospector 4 × 4・ 5 = 15.63％ Northern Dancer 5 × 5・5 = 9.38％ Secretariat 5× 5 = 6.25％ | [ § 4 ]          |
| 出典                                                   | 1. 2. 3. 4.                                                                                    | 1. 2. 3. 4.                                                                                    | 1. 2. 3. 4.                                                                                    | 1. 2. 3. 4.      |

- 父リアルスティールの全妹は2019年の優駿牝馬（オークス）、2021年米G1ブリーダーズカップ・フィリー&メアターフなどの勝ち馬ラヴズオンリーユー。
- 母フォエヴァーダーリングは米G2サンタイネスステークスの勝ち馬。
- 3代母ローミンレイチェルは米G1バレリーナハンデキャップなどアメリカで重賞3勝。
- 祖母Darling My Darlingの半弟に2004年秋古馬三冠のゼンノロブロイ（父サンデーサイレンス）、半妹にタガノエリザベート・キャットコイン・ワンブレスアウェイ・ロックディスタウンの母ストレイキャット（父Storm Cat）がいる。
- 母の半妹に米G1アルシバイアディーズステークス勝ちのヘヴンリーラヴ(父Malibu Moon)、その仔に米G1ブルーグラスステークス、ブリーダーズカップ・クラシック、ホイットニーステークス勝ち馬シエラレオネがいる[46]。
- 本馬の半妹に2024年のアルテミスステークスの勝ち馬であるブラウンラチェット（父キズナ）。